# Oligia albiluna
Oligia albiluna là một loài bướm đêm trong họ Noctuidae.